# Celana Basket Bergamo 2001-2002
Il Celana Basket Bergamo 2001-2002, sponsorizzato Intertrasport, ha preso parte al campionato professionistico italiano di Legadue.

## Verdetti stagionali
- Legadue:
  - stagione regolare: 14º posto su 14 squadre (12-24);
    - retrocessione in Serie B d'Eccellenza.

## Roster
| Giocatori |
| --------- |

|    | Naz.                   | Ruolo | Sportivo         | Anno | Alt. | Peso |  |
| -- | ---------------------- | ----- | ---------------- | ---- | ---- | ---- |  |
| 4  | Italia (bandiera)      | AC    | Paolo Giuliani   | 1972 | 202  | 100  |  |
| 5  | Italia (bandiera)      | P     | Andrea Fiorendi  | 1980 | 182  | 78   |  |
| 7  | Italia (bandiera)      | G     | Lucio Tomasini   | 1974 | 188  | 80   |  |
| 11 | Italia (bandiera)      | GA    | Stefano Scrocco  | 1977 | 196  | 95   |  |
| 12 | Italia (bandiera)      | A     | Marco Fantaccini | 1976 | 200  | 102  |  |
| 13 | Italia (bandiera)      | C     | Cesare Amabili   | 1970 | 205  | 98   |  |
| 15 | Stati Uniti (bandiera) | PG    | Trent Whiting    | 1976 | 182  | 82   |  |
| 20 | Italia (bandiera)      | A     | Davide Cristelli | 1977 | 203  | 88   |  |

| Staff tecnico                     |
| --------------------------------- |
| Allenatore: Romeo Sacchetti       |
| dal 28 novembre Pierangelo Agazzi |
| dal 23 gennaio Massimo Magri      |
| Assistente: Pierangelo Agazzi     |

| Giocatori acquisiti a stagione in corso |
| --------------------------------------- |

|    | Naz.                   | Ruolo | Sportivo                        | Anno | Alt. | Peso |  |
| -- | ---------------------- | ----- | ------------------------------- | ---- | ---- | ---- |  |
| 18 | Stati Uniti (bandiera) | C     | Derrick Davenport dal 4 ottobre | 1978 | 210  | 100  |  |
| 10 | Stati Uniti (bandiera) | PG    | Drew Barry dal 18 gennaio       | 1973 | 195  | 87   |  |
| 13 | Stati Uniti (bandiera) | AC    | Deon Watson dal 4 febbraio      | 1972 | 204  | 107  |  |
| 16 | Stati Uniti (bandiera) | C     | Brent Wright dal 23 febbraio    | 1978 | 203  | 107  |  |

| Giocatori ceduti a stagione in corso |
| ------------------------------------ |

|    | Naz.                   | Ruolo | Sportivo                            | Anno | Alt. | Peso |  |
| -- | ---------------------- | ----- | ----------------------------------- | ---- | ---- | ---- |  |
| 10 | Stati Uniti (bandiera) | C     | Eric Mann fino al 28 dicembre       | 1977 | 205  | 96   |  |
| 9  | Italia (bandiera)      | PG    | Gianluca Burini fino all'11 gennaio | 1972 | 190  | 83   |  |

Legaduebasket: Dettaglio statistico